# دراماتيكال مردر
دراماتيكال مردر (باليابانية: ドラマティカル マーダー، بالروماجي: Doramatikaru Mādā) (بالإنجليزية: DRAMAtical Murder)‏ هي رواية مرئية يابانية تم تطويرها من قبل Nitro+chiral، صدرت في 23 مارس عام 2012. اقتبست إلى سلسلة مانغا نشرت من قبل إينتربراين في أغسطس عام 2012. أنتجت الرواية المرئية إلى مسلسل أنمي تلفزيوني من قبل استوديو أن أي زد، عرض الأنمي في 6 يوليو عام 2014 واستمر عرضه حتى 21 سبتمبر عام 2014، وتكون من 12 حلقة + أوفا.

## القصة
تور أحداث القصة في المستقبل على جزيرة خيالية اسمها ميدوريجيما في اليابان، عن أوبا سيراغاكي هو شاب يبلغ من العمر 23 عامًا،
ويعمل بدوام جزئي في متجر خردة يُدعى ميديوستي، ويعيش مع جدته تاي.

## الشخصيات

### الشخصيات الرئيسية
أوبا سيراغاكي (باليابانية: 瀬良垣 蒼葉، بالروماجي: Seragaki Aoba)
أداء صوتي: أتسشي كيسايتشي
رين (باليابانية: 蓮، بالروماجي:  Ren)
أداء صوتي: ريوتا تاكيوتشي
كوجاكو (باليابانية: 紅雀، بالروماجي:  Kōjaku)
أداء صوتي: هيروكي تاكاهاشي
نويز (باليابانية: ノイズ، بالروماجي:  Noizu)
أداء صوتي: ساتوشي هينو
مينك (باليابانية: ミンク، بالروماجي:  Minku)
أداء صوتي: كينيتشيرو ماتسدا
كلير (باليابانية: クリア، بالروماجي:  Kuria)
أداء صوتي: ماساتومو ناكازاوا

### شخصيات أخرى
ميزوكي (باليابانية: ミズキ، بالروماجي: Mizuki)
أداء صوتي: كينجي تاكاهاشي
تاي (باليابانية: タエ، بالروماجي: Tae)
أداء صوتي: فوزوكي كون
ناين (باليابانية: ナイン، بالروماجي: Nain)
أداء صوتي: إيجي تاكيموتو
هاروكا (باليابانية: ハルカ، بالروماجي: Haruka)
أداء صوتي: إيمي موتوي
تاتسوي توي (باليابانية: 東江 達夫، بالروماجي: Tōe Tatsuo)
أداء صوتي: تاداهيسا سايزين
فيروس (باليابانية: ウイルス، بالروماجي: Uirusu)
أداء صوتي: جونجي ماجيما
تريب (باليابانية: トリップ، بالروماجي: Torippu)
أداء صوتي: تومويوكي هيجوتشي
سي (باليابانية: セイ، بالروماجي: Sei)
أداء صوتي: يويتشي إيغوتشي
تاكاهاشي (باليابانية: 高橋، بالروماجي: Takahashi)
أداء صوتي: دايسكي كيشيو
يوشي (باليابانية: 吉江، بالروماجي: Yoshie)
أداء صوتي: ساتومي أومي
هاغا (باليابانية: 羽賀، بالروماجي: Haga)
أداء صوتي: إيتشيرو توكوموتو
كيو كونياشي (باليابانية: 国芳 キオ، بالروماجي: Kuniyashi Kio)
أداء صوتي: ساكي أوميساتو
ميو كونياشي (باليابانية: 国芳 ミオ، بالروماجي: Kuniyashi Mio)
أداء صوتي: إيمي موتوي
ناو كينيياشي (باليابانية: 国芳 ナオ، بالروماجي: Kuniyashi Nao)
أداء صوتي: ميغومي ماتسوموتو
أكوشيما (باليابانية: 悪島، بالروماجي: Akushima)
أداء صوتي: ياسونوري ماسوتاني
ريوهو
أداء صوتي: أكيرا ساسانوما
ثيدور (باليابانية: セオドア، بالروماجي: Seodoa)
أداء صوتي: سوما سايتو
بيني (باليابانية: べに، بالروماجي: Beni)
أداء صوتي: كيسوكي غوتو
توري/هوراكان (باليابانية: トリ / ルラカン، بالروماجي: Tori/Huracan)
أداء صوتي: هيتوشي بيفو
ميدوري (باليابانية: 緑، بالروماجي: Midori)
{أداء صوتي: هيروكو مياموتو
أويوي (باليابانية: 卯水، بالروماجي: Usui)
أداء صوتي: تسوغو موغامي
كلارا (باليابانية: クララ، بالروماجي: Crara)
أداء صوتي: آيا كوياما
بونجين (باليابانية: 凡人君، بالروماجي: Bonjin)
أداء صوتي: إينتشيكي إيتشيغويا

## وصلات خارجية
- دراماتيكال مردر على موقع Nitro+chiral باللغة اليابانية
- Nitro+chiral DRAMAtical Murder re:connect website باللغة اليابانية
- Nitro+chiral DRAMAtical Murder re:code website باللغة اليابانية
- B's-Log Comic manga official site باللغة اليابانية
- موقع الأنمي الرسمي باللغة اليابانية
- دراماتيكال مردر على موقع IMDb (الإنجليزية)
- دراماتيكال مردر على موقع فيلمافينيتي (الإسبانية)
- دراماتيكال مردر على موقع كينوبويسك (الروسية)
- دراماتيكال مردر على موقع قاعدة بيانات الفيلم (الإنجليزية)